# Porsche Cayman
La Porsche Cayman (letteralmente caimano) è una coupé sportiva a due posti e propulsore centrale prodotta dalla casa automobilistica tedesca Porsche dal 2005.
Come per la Porsche Boxster, è stata assemblata dal 2005 al 2011 prevalentemente in Finlandia dalla Valmet Automotive, per l'insufficiente capacità produttiva dello stabilimento Porsche di Stoccarda, con le parti meccaniche che provenivano comunque dalla Germania. Nel periodo di transizione tra il 2011 e il 2012 la Cayman è stata invece assemblata esclusivamente a Stoccarda, così come la Boxster. A partire dalla fine del 2012, le Cayman vengono assemblate nell'ex stabilimento Karmann di Osnabrück, nel frattempo acquisito da Volkswagen. È direttamente derivata dalla Boxster, di cui rappresenta la versione coupé.

## Prima generazione (987, 2006-2008)

### Cayman S (2006)

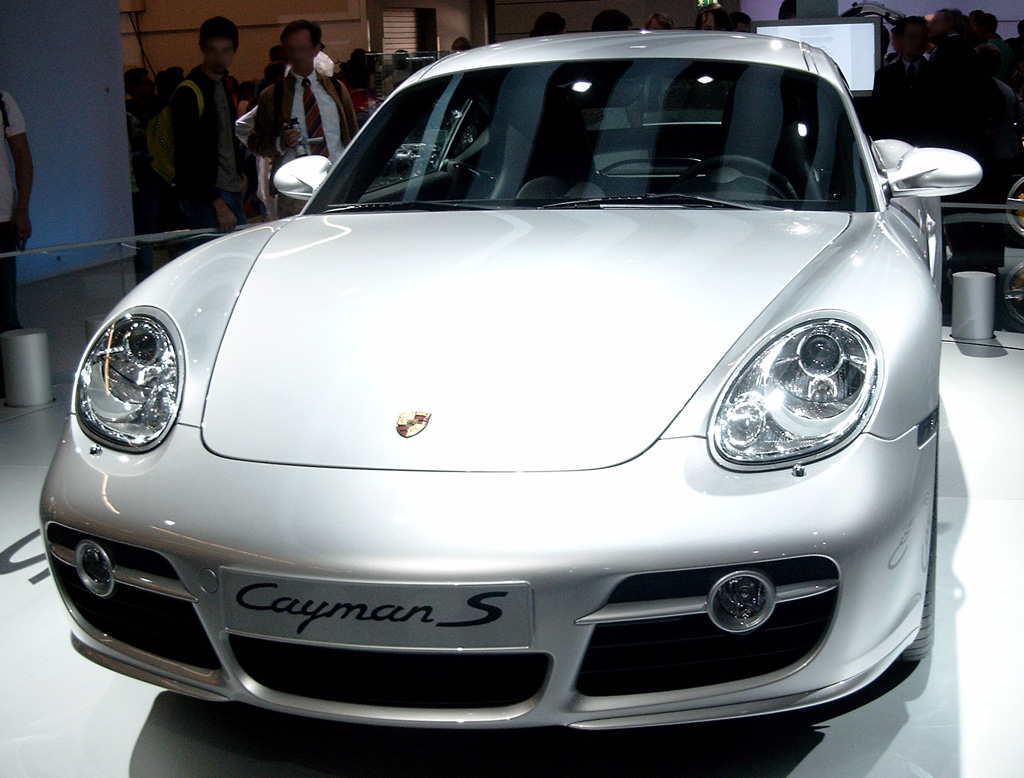
Cayman S mkI (anteriore)

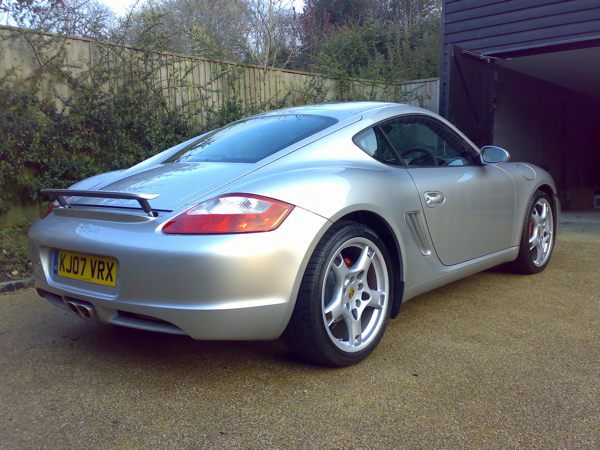
Cayman S mkI (posteriore)

In seguito alla presentazione del nuovo modello Porsche Boxster (987) al Salone Parigi del settembre 2004, iniziano a trapelare notizie circa la prossima entrata in produzione del corrispondente modello coupé, destinato a colmare il vuoto esistente tra la Boxster e la Porsche 911. La Casa di Stoccarda ritiene infatti che vi sia sufficiente mercato per una coupé a due posti secchi e motore centrale, che derivi carrozzeria e meccanica dalla Boxster ma adotti una nuova denominazione (fatto inevitabile, trattandosi di una coupé e non di una roadster).
La Cayman S viene quindi presentata ufficialmente al Salone di Francoforte del 2005 (M.Y. 2006) riscontrando notevole interesse da parte di pubblico e stampa specializzata di tutto il mondo.
Il motore a iniezione indiretta da 3,4 litri di cilindrata deriva dal 3.2 litri della Boxster M.Y. 2005, ma adotta le soluzioni tecniche del propulsore di 3,6 litri della coeva Porsche 911 (997), quali controllo della fasatura e alzata delle valvole (sistema Variocam Plus), oltre alla maggior cubatura: da cui l'aumento di coppia e potenza (dai 280 CV del 3,2 litri a 295 CV). Lo stesso propulsore verrà poi utilizzato sulla Boxster S.

### Cayman (2007)
Il suffisso S nella denominazione del modello presentato nel 2005 lascia presagire l'esistenza di una versione meno potente, destinata a entrare in produzione a breve: si tratta infatti della Cayman, che viene presentata nel 2007 ed è dotata del propulsore da 2,7 litri e 245 CV, munito del nuovo variatore di fase (sistema Variocam Plus) già utilizzato sulla Boxster, con identici valori di coppia e potenza.

### Caratteristiche del modello
Le due versioni della Cayman di prima generazione e la seconda generazione della Boxster condividono propulsori e meccanica, oltre alla maggior parte dei componenti della carrozzeria quali portiere, fari, parabrezza, parafanghi, cofano anteriore e specchi retrovisori, mentre le prese d'aria laterali sono differenti; gli interni sono identici (fatta eccezione per la copertura del vano motore e l'assenza della capote).
Il cofano posteriore, apribile al fine di accedere al motore e al bagagliaio, è differente, essendo la Cayman una coupé; il bagagliaio è quindi più grande rispetto alla sorella, mentre quello anteriore è identico. Lo schema delle sospensioni ricalca in pieno quello della Porsche Boxster ma con differente taratura, legata alla maggiore rigidità della scocca, nell'ottica di un utilizzo più sportivo della vettura. I cerchi in lega di alluminio disponibili di serie sono di disegno differente, ma con identiche misure rispetto a quelli della Boxster (rispettivamente 17 pollici sulla versione base e 18 sulla S).
Sulla Cayman mancano le componenti elettriche e meccaniche relative alla movimentazione della capote, presenti invece sulla Boxster, ma ciononostante il prezzo di listino della Cayman è e rimarrà anche in seguito superiore a quello della corrispondente versione roadster: caso pressoché unico nel panorama della produzione automobilistica mondiale.
Da sottolineare la rigidità torsionale del telaio della Cayman, ottenuta essenzialmente per la presenza del tetto rigido, che la rende una sportiva estremamente efficace e in grado di insidiare, specie in pista, le prestazioni di vetture con propulsori più prestanti (vedasi la Porsche 911).
Come già accennato, i M.Y. 2007 e 2008 della gamma Boxster utilizzano gli stessi propulsori delle rispettive Cayman, anche a livello di potenza e coppia erogate, fatto che non si verificherà più a partire dal M.Y. 2009 (vedasi in merito la sezione successiva).
Entrambe le versioni della Cayman adottano lo stesso cambio manuale a sei marce, non è quindi utilizzato il cambio a cinque marce della Boxster 2,7. Opzionale per entrambe è il cambio automatico tiptronic S con convertitore di coppia a sei marce; sono inoltre disponibili le sospensioni attive a controllo elettronico (PASM), i freni in carboceramica (PCCB), cerchi fino a 19 pollici, i fari bixeno e numerosi altri accessori, analoghi a quelli presenti nella gamma Boxster.

## Seconda generazione (987.2, 2009-2012)

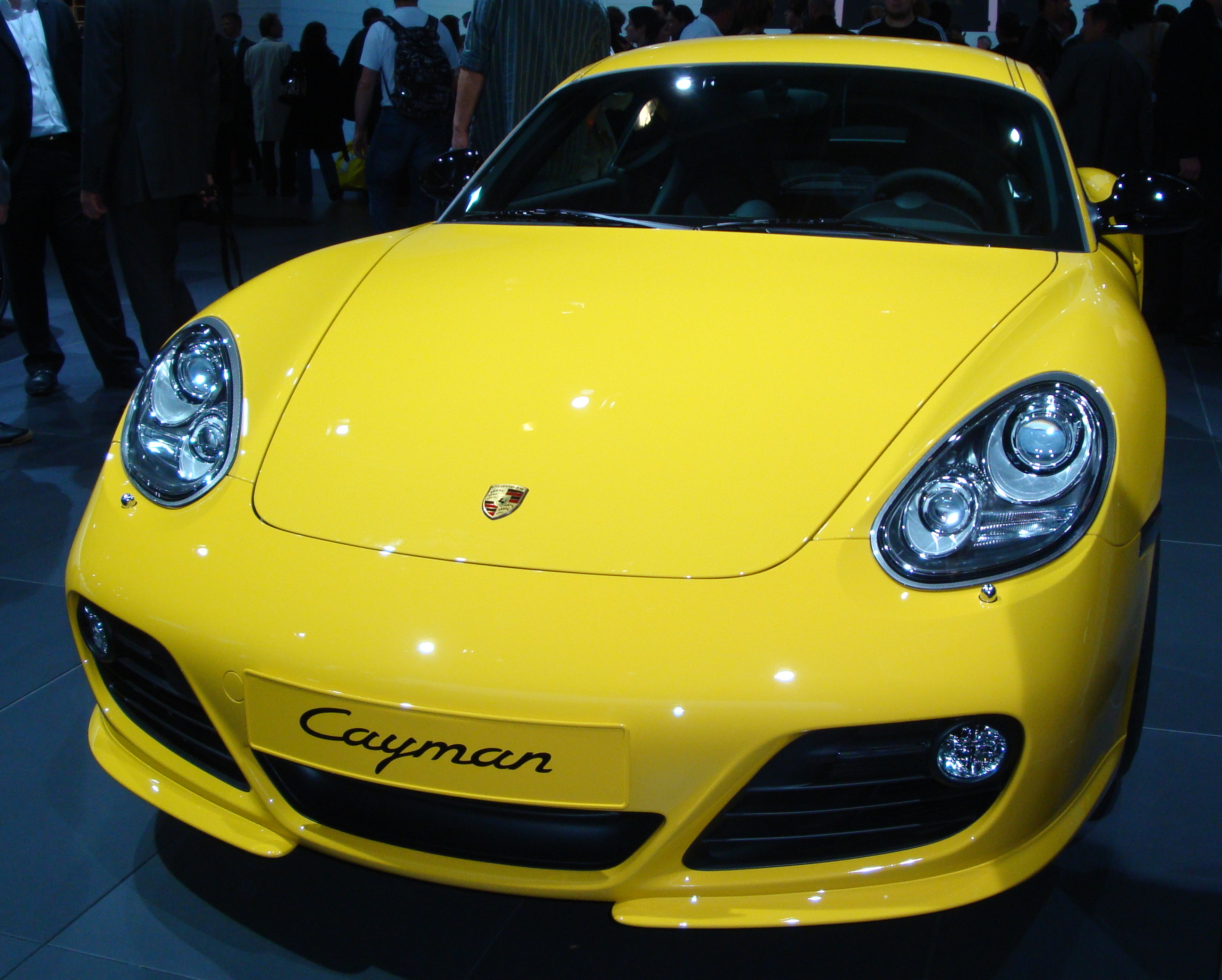
Cayman mkII (Salone di Parigi 2010)

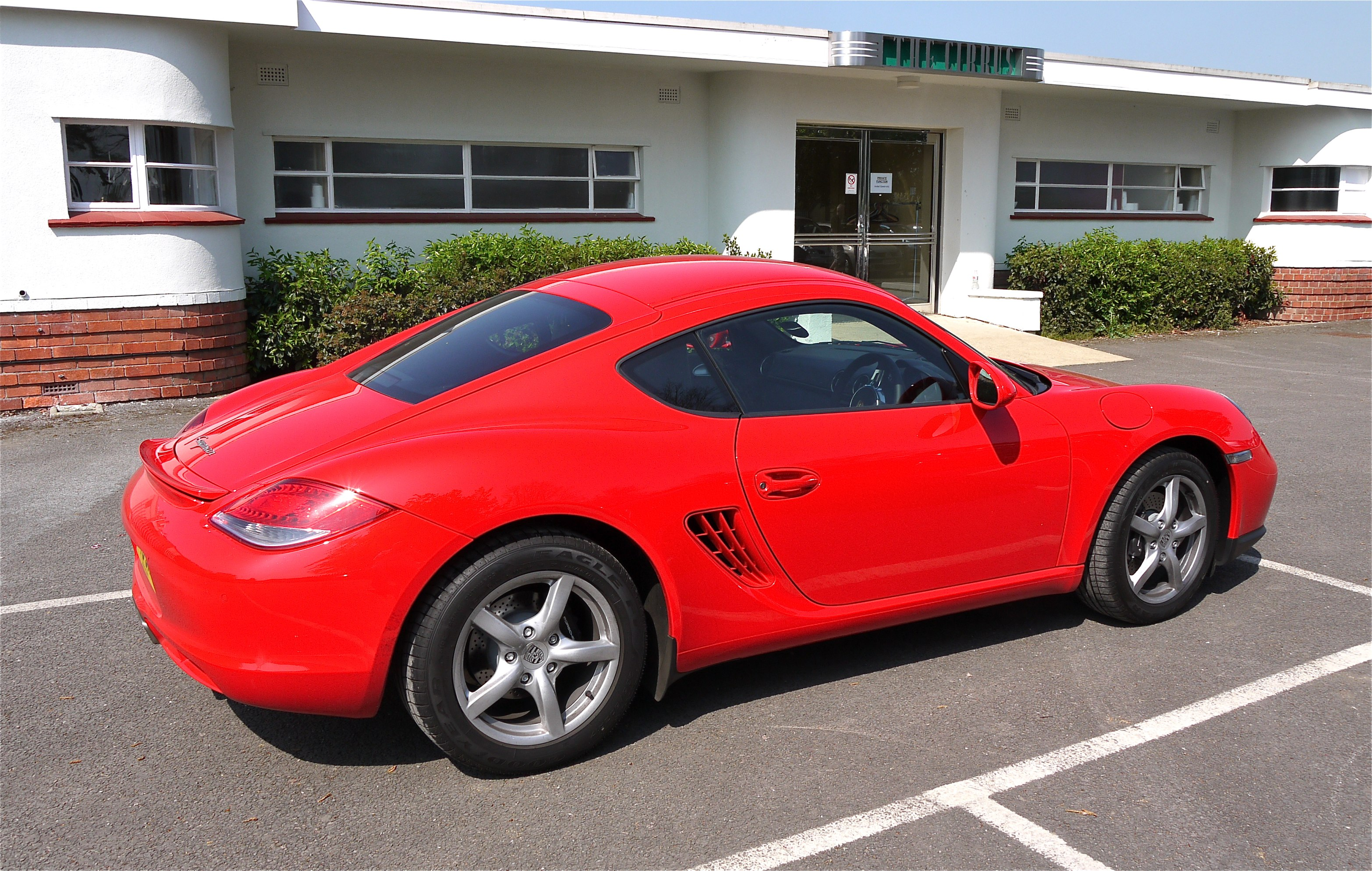
Cayman mkII (laterale)

Come avviene per la Boxster, anche la Cayman subisce un restyling per il M.Y. 2009, che comporta piccole modifiche di carrozzeria (paraurti, fanaleria, specchi retrovisori) e di propulsori, mentre gli interni restano sostanzialmente invariati, fatta eccezione per lo sterzo e i sistemi audio e di navigazione.
Con il M.Y. 2009 il propulsore base delle Cayman giunge alla soglia dei 2,9 litri per 265 CV, mentre la Cayman S monta un propulsore sempre da 3,4 litri ma ora erogante 320 CV e dotato del sistema di iniezione diretta del carburante: gli stessi propulsori vengono utilizzati anche per la Boxster ma con 10 CV in meno per ciascuna versione (dovuti essenzialmente alla diversa gestione elettronica) a differenza di quanto avveniva con la 987 mkI, con l'evidente intento di differenziare maggiormente la coupé dalla roadster e contribuire a giustificare il maggior prezzo di listino della Cayman.
Come sul resto della gamma Porsche è ora opzionale il cambio PDK, un doppia frizione a sette marce, attivabile anche con appositi interruttori sullo sterzo (o palette opzionali). Analogamente, viene finalmente reso disponibile in opzione il differenziale autobloccante meccanico, molto richiesto dalla clientela.
Vengono inoltre rinnovati i modelli di cerchi disponibili (sempre da 17 e 18 pollici, rispettivamente sulla versione base e sulla S) nonché i colori esterni.

### Cayman R (2010)

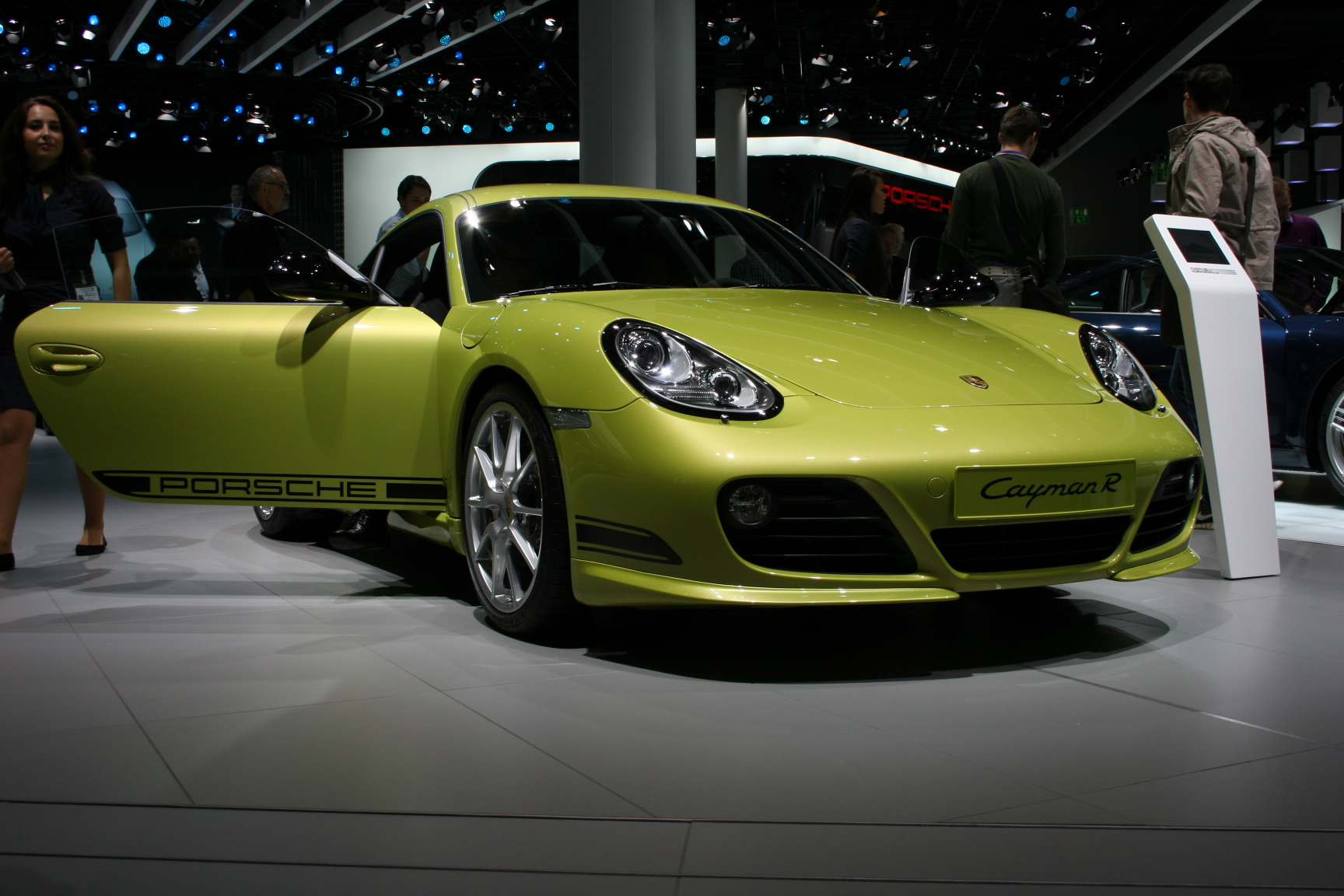
Cayman R

Al termine di una lunga serie di ipotesi più o meno attendibili apparse sulla stampa specializzata, e in seguito alla richiesta da parte della clientela di una versione di maggiore potenza, a fine 2010 viene finalmente presentata la versione R: sostanzialmente si tratta di una S potenziata di 10 CV - quindi 330 CV in totale - che presenta alcuni particolari tecnici ed estetici modificati.
Il peso della vettura scende rispetto alla S di 55 kg: a tal fine il serbatoio del carburante viene ridotto nella capacità a 54 litri, l'impianto stereo, il climatizzatore e il portabevande vengono eliminati; vengono adottati inoltre i sedili sportivi a guscio. L'assetto della vettura viene abbassato di 20 mm e irrigidito rispetto alla S, mentre i cerchi in lega da 19 pollici sono di disegno specifico e più leggeri. Lo spoiler posteriore è ora fisso e il differenziale autobloccante meccanico viene adottato di serie. Infine, anche la gamma dei colori esterni subisce alcune modifiche.

### Restyling 2012
Le Cayman M.Y. 2011 e 2012 non presentano particolari novità, in attesa del debutto, previsto al salone di Los Angeles del novembre 2012, della nuova Cayman M.Y. 2013 (sigla interna di progetto: 981) che sarà basata sulla terza generazione della Boxster nel frattempo presentata al Salone di Ginevra del 2012.
La Cayman è prodotta sin dal 2005 soltanto presso gli stabilimenti finlandesi della Valmet Automotive (mentre la Boxster è prodotta in parte anche a Stoccarda): la produzione in Finlandia cessa ufficialmente il 2 maggio 2011 con una Cayman R (59.413 esemplari prodotti) e pertanto gli ultimi esemplari di Cayman 987 vengono assemblati anch'essi in Germania, sulle stesse linee utilizzate per l'assemblaggio della sorella roadster (ma anche della 911).

## Terza generazione (981, 2013-2015)
Il nuovo modello Cayman, basato sulla Boxster 981, viene presentato al salone di Los Angeles del novembre 2012. Come previsto, la linea esterna e gli interni ricalcano fedelmente la Boxster 981 da tempo entrata in produzione anche per quanto riguarda la linea dei fari, le prese d'aria laterali (peraltro leggermente differenti), le fiancate, le portiere, gli specchietti retrovisori e il parabrezza; differenti i paraurti e i cerchi in lega, di serie da 18 pollici sulla Cayman e 19 sulla Cayman S (disponibili in opzione fino a 20 pollici). In generale, si può quindi affermare che anche sulla Cayman la linea sia ora più 'affilata' e aggressiva, per via delle scalfature sulle fiancate e sul paraurti posteriore, oltre ai fari più allungati.
Le motorizzazioni, stessi propulsori della Boxster 981 e quindi 2,7 e 3,4 litri, entrambi a iniezione diretta, come previsto guadagnano qualche cv rispetto alle precedenti: nella fattispecie dieci sulla Cayman (275 cv) e soltanto cinque sulla S (325 cv di potenza); come avviene quindi per Boxster e 911, le versioni base sviluppano 50 CV in meno rispetto alle corrispondenti versioni S.
La coppia dichiarata resta invariata sul modello più sportivo (370 Nm) e cala leggermente sulla versione base (290 Nm). Le prestazioni comunque migliorano leggermente, specialmente per quanto concerne la velocità di punta (vedasi in merito le tabelle riepilogative con i dati tecnici). Il peso diminuisce di poco mentre aumentano leggermente, al pari della sorella roadster, lunghezza, larghezza e passo, mentre la volumetria dell'abitacolo resta sostanzialmente invariata; lo stesso è ora arredato con lo stile inaugurato dalla Porsche Panamera e ripreso poi sul resto della gamma; lo sterzo è lo stesso utilizzato sulle altre sportive di casa Porsche, sono disponibili ora nuovi sedili sportivi, una nuova consolle centrale e un nuovo sistema di navigazione (tutti ripresi dalla Boxster 981).

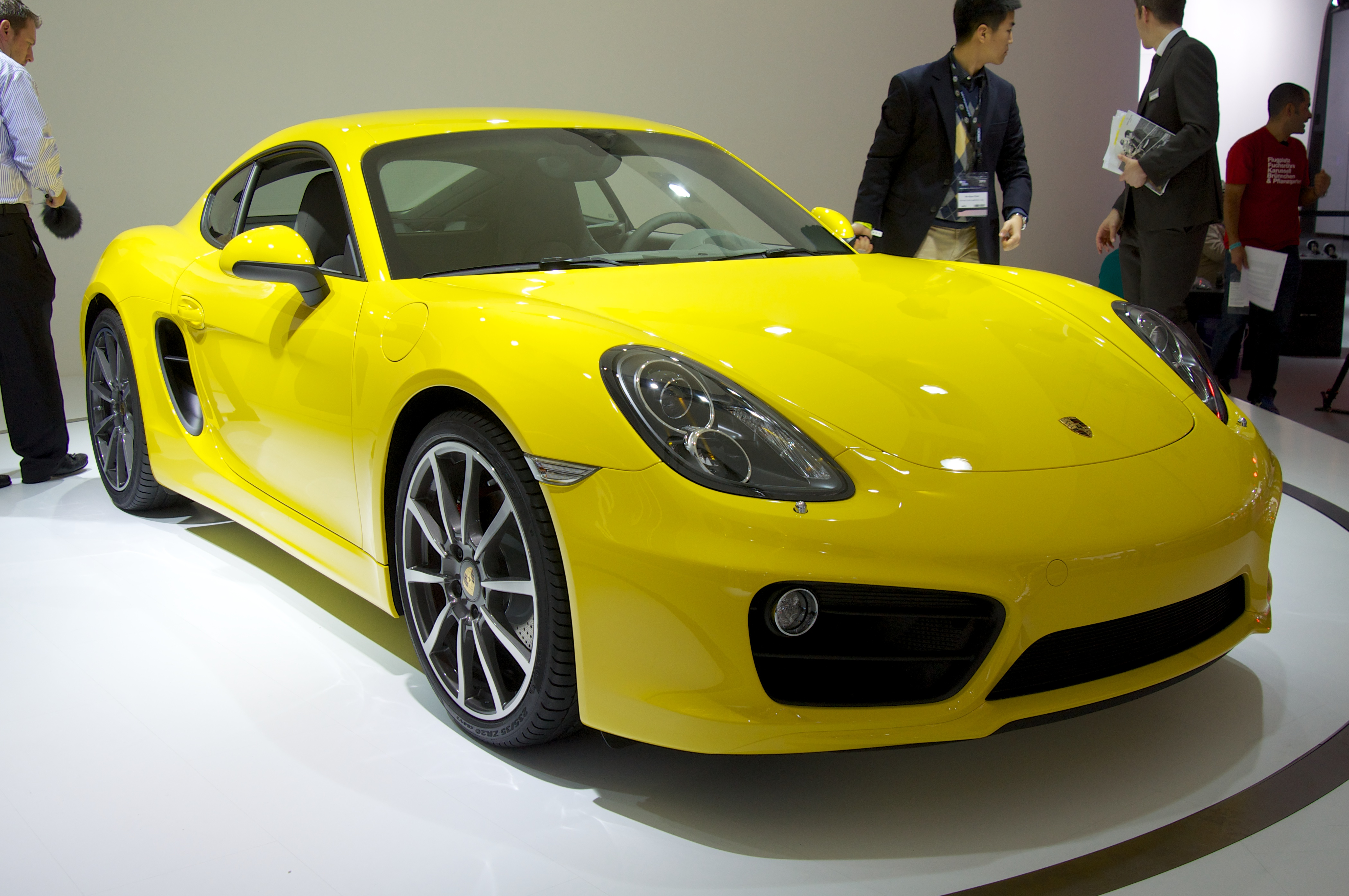
Cayman S (981) Restyling

Il cambio resta a sei marce manuale di serie, oltre al PDK a sette rapporti, fatti salvi i rapporti di quest'ultimo, leggermente modificati. Invariata la capacità del serbatoio carburante (64 litri).
Disponibili nuove colorazioni per esterni e interni; i consumi dichiarati e le emissioni scendono, grazie anche al sistema start&stop rivisto e al recupero dell'energia in frenata. Vengono inoltre aggiunti alcuni nuovi optional (ad esempio un nuovo sistema audio).

### Cayman GTS

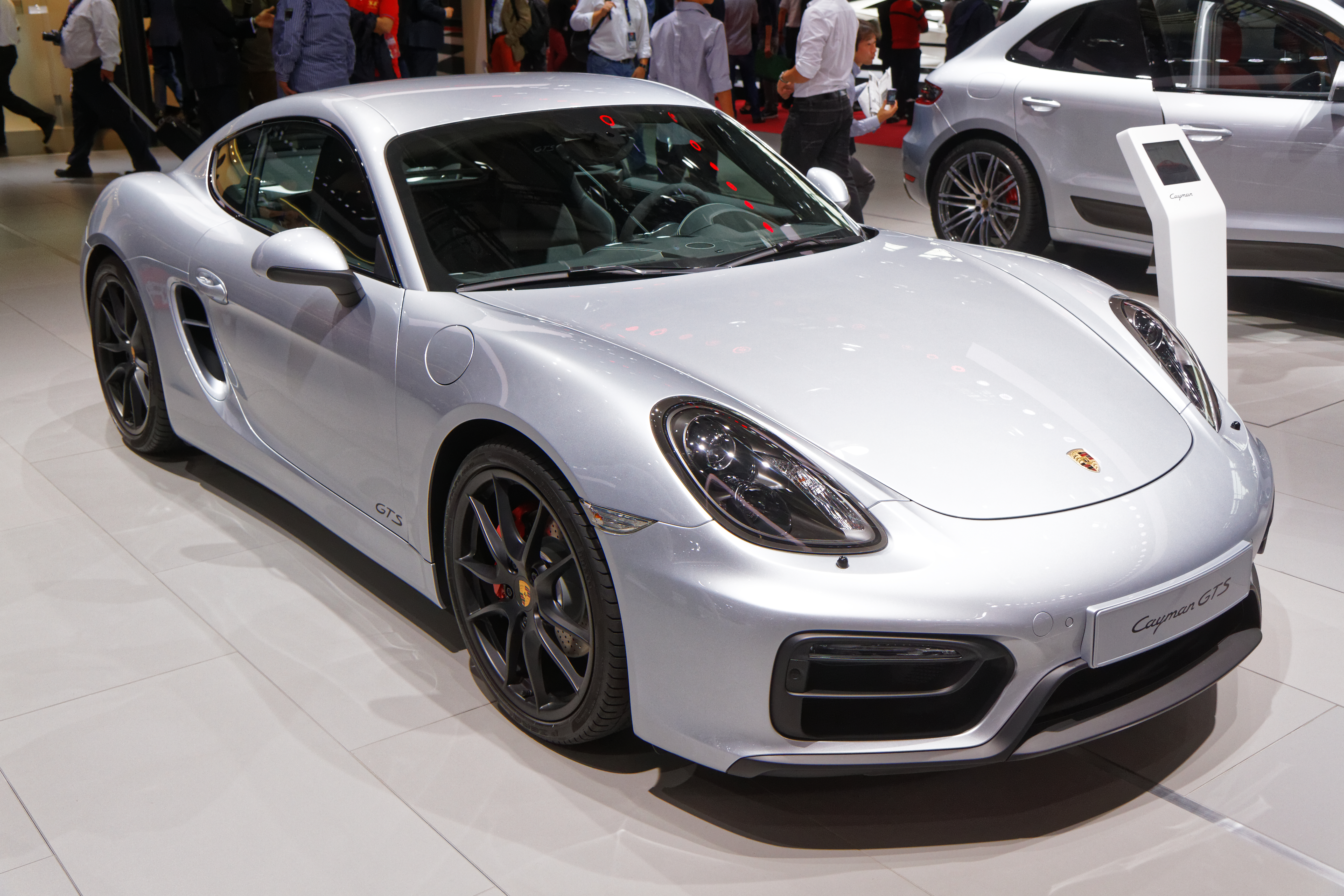
Cayman GTS

Nel marzo 2014 viene presentata la versione GTS (in vendita da maggio): in pratica si tratta di una S incattivita (in sostituzione della precedente versione R) dal momento che sviluppa ora 340 cv a 7400 giri, frutto di modifiche a livello di elettronica (il propulsore è lo stesso della S). La GTS presenta novità a livello estetico: in particolare il paraurti anteriore ridisegnato con nuove e più ampie prese d'aria e fari a LED (novità per la Cayman), il paraurti posteriore modificato nel finto diffusore, le lenti scure dei fari posteriori e lo scarico centrale a doppia uscita in colore nero. La scritta del modello sul cofano è di colore nero opaco.
A livello tecnico si nota la presenza dei cerchi Carrera Turbo da 20" in colore grigio, nero su richiesta; è inoltre presente di serie lo scarico sportivo. Alcune modifiche minori sono visibili anche all'interno, in particolare l'uso esteso dell'Alcantara su sedili, volante, bracciolo, pomello cambio e vani portaoggetti nonché la presenza della scritta GTS sui poggiatesta. Ovviamente il cambio di serie è il classico 6 marce manuale, disponibile come sempre il PDK. Di serie i fari bixeno con PDLS.
A differenza della vecchia versione R, più essenziale negli allestimenti e alleggerita, e in analogia con quanto accade già su Panamera e Cayenne, la GTS in pratica è una versione gran turismo, quindi allo stesso tempo ben accessoriata e performante. Da notare l'aumento del peso dichiarato di 25 kg rispetto alla S, che determina un miglioramento prestazionale.

### Cayman GT4

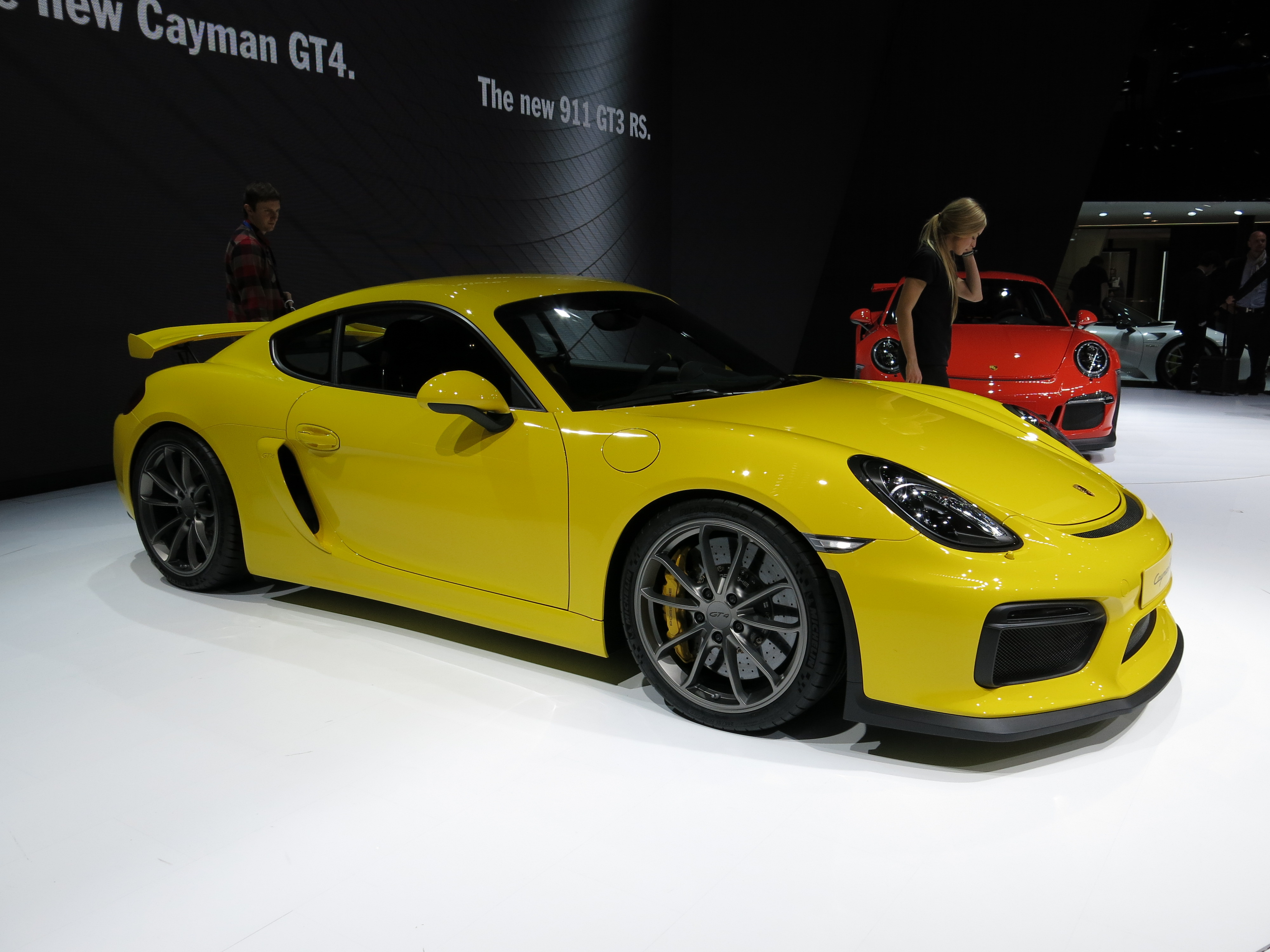
Cayman GT4

Nel febbraio 2015 (presentazione ufficiale al Salone di Ginevra di marzo 2015, in vendita da luglio) appare la Cayman GT4, ovvero la versione più potente ed estrema della Cayman, dotata del propulsore della Carrera S da 3,8 litri. depotenziato a 385 CV (dai 400 originari). Questa versione, più sportiva della GTS, è dotata del classico cambio manuale a 6 rapporti, adattato alle caratteristiche del modello (non disponibile il cambio PDK a 7 rapporti) e presenta una dotazione spiccatamente sportiva: all'esterno si notano il vistoso spoiler posteriore a geometria regolabile, oltre allo spoiler fisso in coda e il paraurti anteriore più aggressivo, dotato di tre ampie prese d'aria e aerodinamica specifica; l'impianto di scarico sportivo è regolabile e dotato di terminale a due uscite in colore nero. Gli specchi retrovisori esterni sono Sportdesign, mentre le prese d'aria laterali sono aperte soltanto frontalmente e dotate di apposito coperchio in tinta vettura. 
L'assetto è ribassato di 30 mm, mentre i cerchi specifici di serie sono da 20" in colore platino; la vettura è dotata dei supporti motore attivi e dei sistemi PASM, PTV e PCM oltre al pacchetto Sport Chrono (optional Sport Chrono Plus); è disponibile su ordinazione al reparto Porsche Motorsport il pacchetto Clubsport con relativo roll bar. 

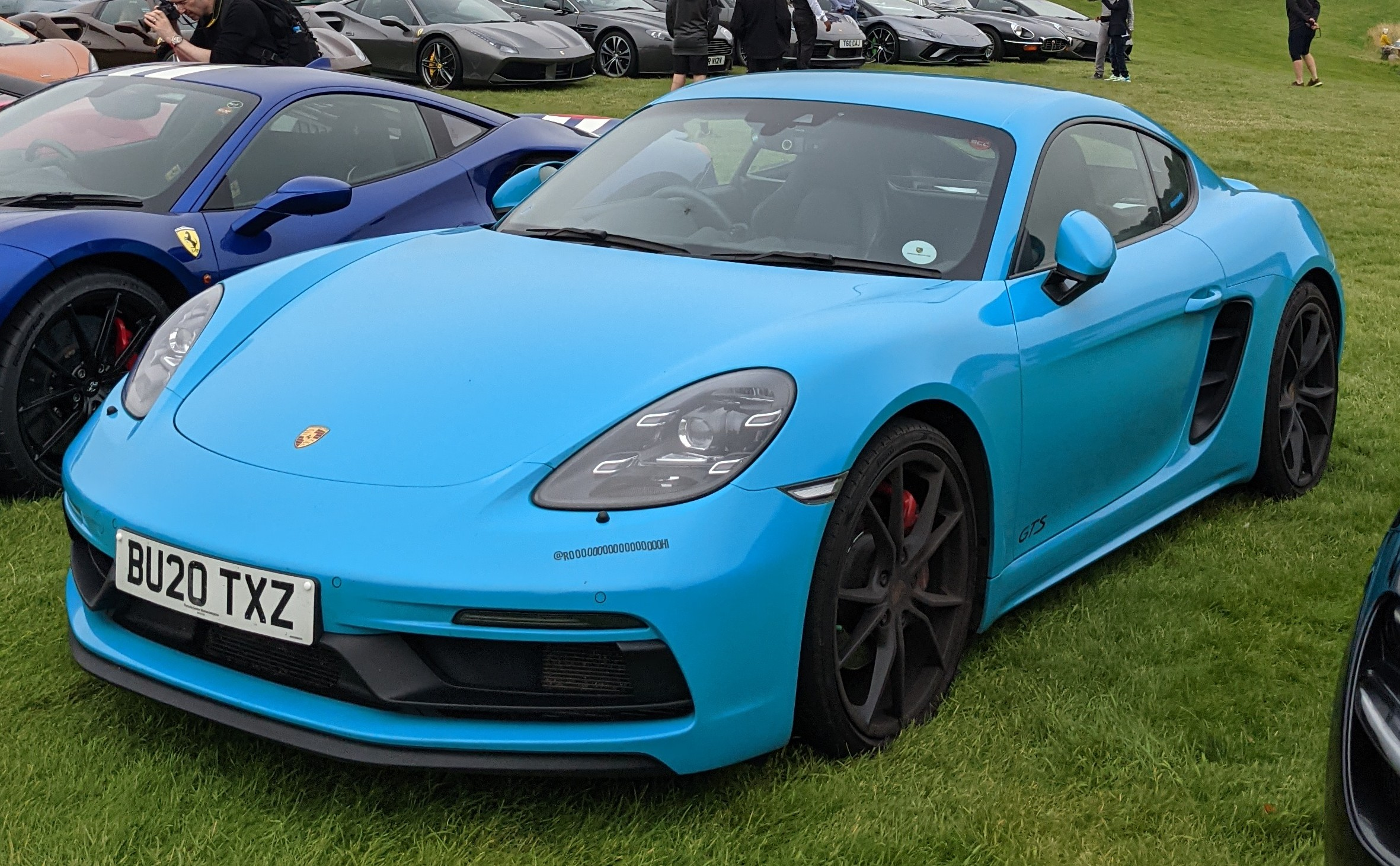
GTS 4.0

I sedili sportivi specifici Sport Plus sono in pelle e Alcantara nera e dotati di scritta GT4 sui poggiatesta; sono presenti numerosi particolari in Alcantara all'interno (sterzo, cuffia della leva del cambio, maniglie delle portiere ecc).
Per via delle modifiche ai paraurti la GT4 risulta più larga e più lunga rispetto alle altre Cayman: è infatti larga 1817 mm e lunga 4438 mm (oltre che 30mm più bassa).
Il cx dichiarato risulta in aumento a 0,32 per via delle vistose modifiche ai paraurti e dello spoiler aggiuntivo. Invariata la capacità dei vani bagagli, mentre il serbatoio ha capacità ridotta a 54 litri.
Con 385 CV e 295 km/h di velocità massima si trattava, all'epoca, della Cayman più veloce e potente mai prodotta, oltre che dell'unica dotata del propulsore da 3,8 litri. per venire incontro alle aspettative della clientela più sportiva e in particolare per un eventuale utilizzo in pista. Il peso resta pressoché invariato rispetto alla versione GTS, migliorando pertanto il rapporto peso-potenza. Da notare la riduzione di 15 CV rispetto al propulsore della Carrera S.

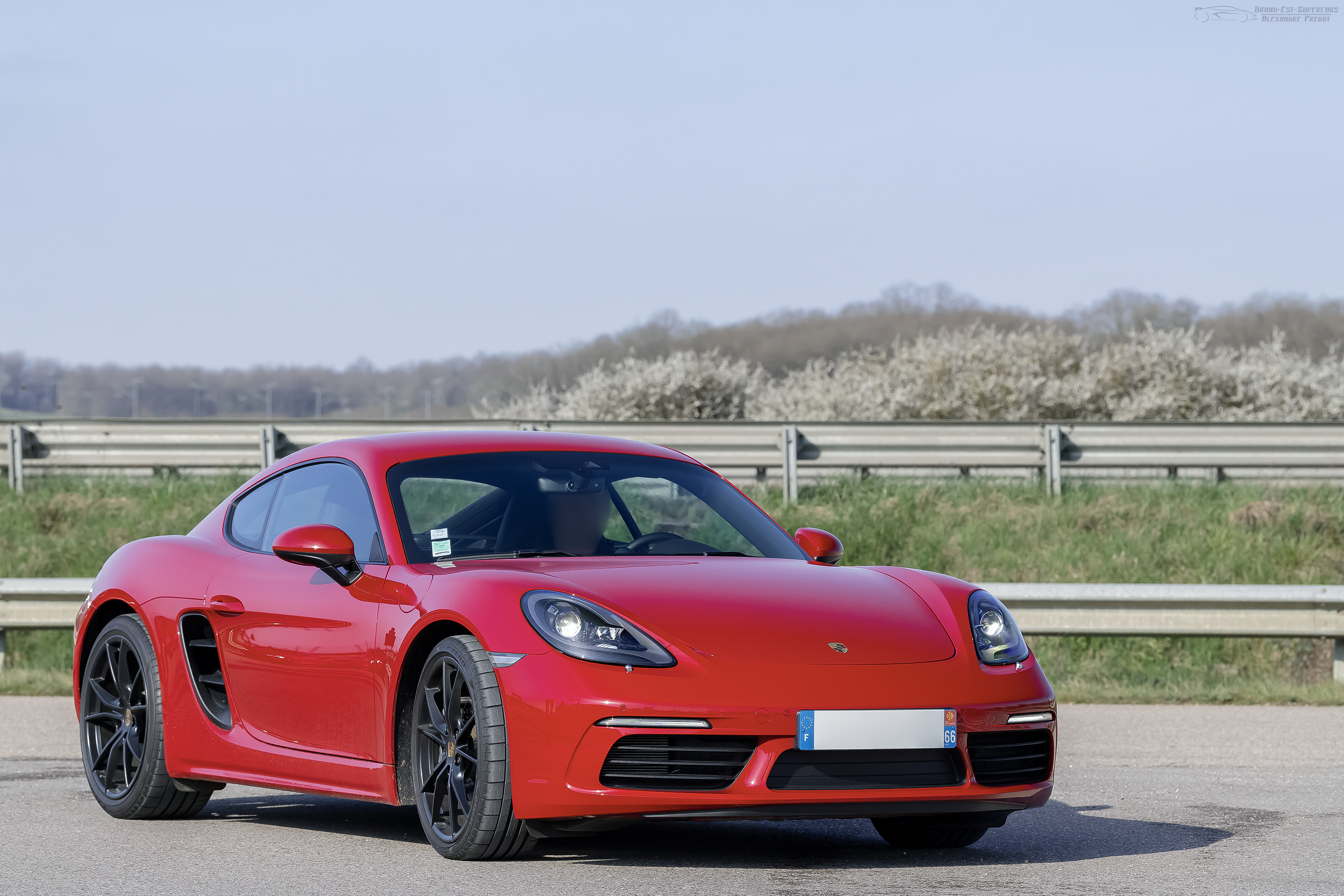
718 Cayman

## Quarta generazione (718 Cayman; 982, dal 2016)
In analogia a quanto già avvenuto per la Boxster, anche la Cayman cambia radicalmente denominazione, adottando li nome di 718 Cayman, in omaggio all'antenata dal passato sportivo Porsche 718, anch'essa dotata di propulsore a 4 cilindri boxer montato al posteriore: la novità principale è quindi rappresentata dal debutto dei nuovi propulsori boxer a 4 cilindri turbo compressi da 2 e 2,5 litri di cilindrata sempre in posizione centrale, nell'ottica del ridimensionamento e della riduzione di emissioni e consumi, come già avvenuto per la 911. Da notare che per la prima volta i prezzi di listino sono inferiori a quelli dei corrispondenti modelli 718 Boxster, in analogia con quanto avviene per i modelli roadster rispetto a quelli coupé delle altre case: da notare che anche sul sito della Casa ora Cayman e Boxster vengono presentate come due versioni distinte di uno stesso modello anziché due modelli differenti. La versione definitiva della 718 è prodotta a Cipro ed è caratterizzata dal cosiddetto triplo 718: il nome, la targa e la località.

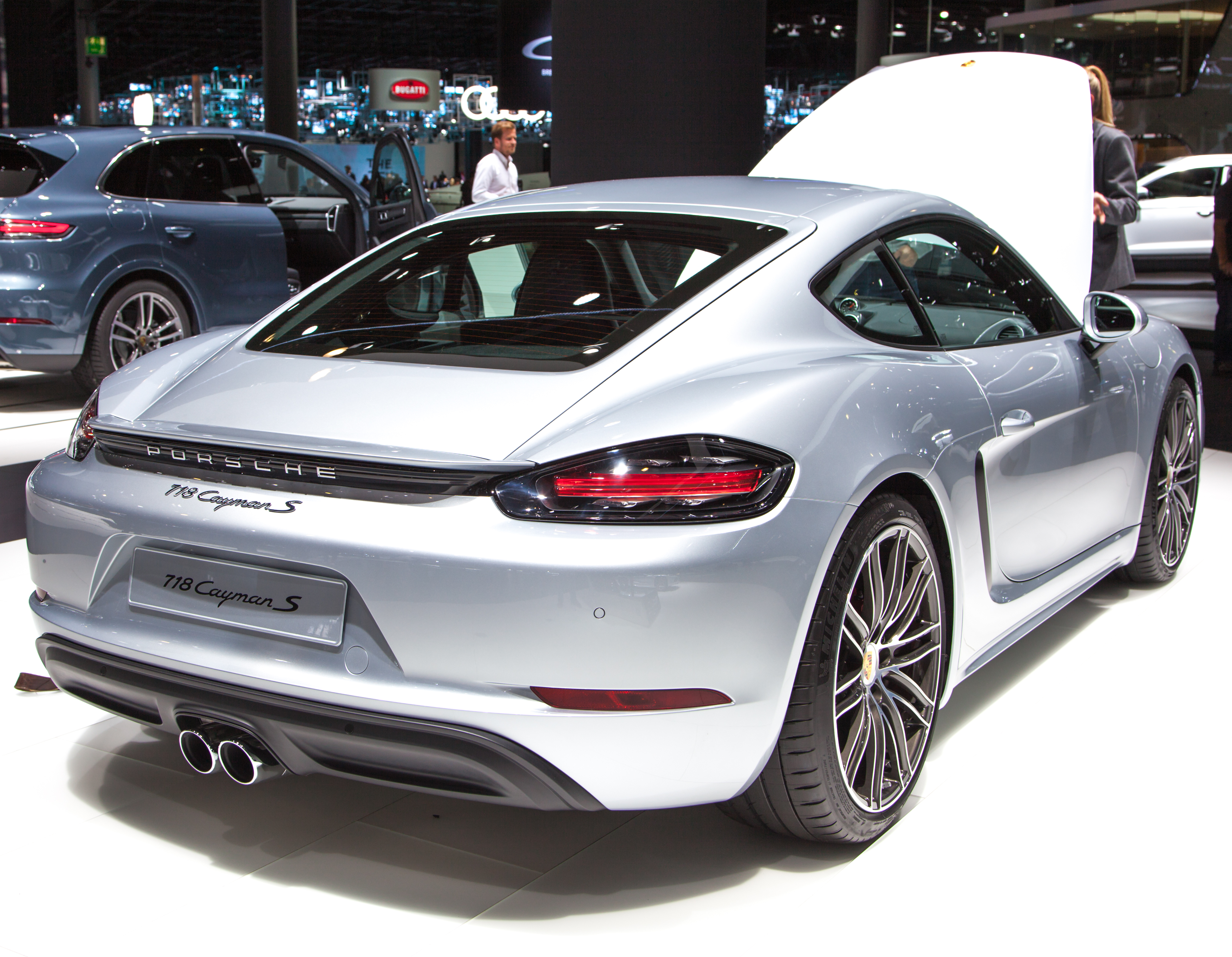
Retro Cayman S

La 718 Cayman monta gli stessi propulsori della sorella roadster, con medesime potenze, coppia ed emissioni ed è la prima volta: nello specifico, un propulsore sempre in posizione posteriore-centrale, ma ora a 4 cilindri boxer da 2 litri di cilindrata per 300 CV di potenza e un 2,5 litri da 350 CV, sempre a 4 cilindri, per la versione S: entrambi derivati dal propulsore a 6 cilindri di 3 litri della 911, al quale sono stati rimossi due cilindri. Entrambe le versioni dispongono dell'iniezione diretta del carburante e di una turbina, a geometria variabile solo sulla S, come avviene per la 911 Turbo, oltre agli onnipresenti sistemi di recupero energia in frenata e start&stop. La 718 presenta quindi prestazioni dichiarate superiori rispetto alla 981, a fronte di consumi dichiarati inferiori, mentre l'erogazione della potenza e il sound sono ora chiaramente del tutto differenti rispetto alle precedenti Cayman a 6 cilindri.
Il cambio di serie resta il classico manuale a 6 marce, opzionale il PDK a 7 rapporti (la casa dichiara di aver rivisto i rapporti rispetto alla 981); sempre disponibile come optional il pacchetto Sport Chrono con Launch Control.
La linea e le dimensioni restano analoghe al modello precedente, inoltre non varia il passo; i nuovi fari anteriori, di serie bixeno con luci diurne a LED su entrambe, possono essere sostituiti da gruppi ottici interamente a LED. Modificati nella forma i paraurti, i parafanghi, le portiere e le relative prese d'aria laterali. Il serbatoio del carburante scende a 54 litri di capacità sulla versione base e resta da 64 sulla S; il CX dichiarato è ora pari a 0,30/0,31. Anche gli specchietti retrovisori, pur simili alla 981 e parzialmente verniciati sono differenti e rinnovati sono anche i colori della carrozzeria. Le prestazioni dichiarate nonché i consumi sono coincidenti con i dati della Boxster.
I cerchi, di nuovo design, analogamente alla 981 sono da 18 pollici per la versione base e da 19 pollici per la S; in opzione sono disponibili cerchi da 19 e 20 pollici, con spalla più bassa. Viene inoltre mantenuto lo spoiler posteriore estraibile sia in automatico dai 120 km/h che manualmente.

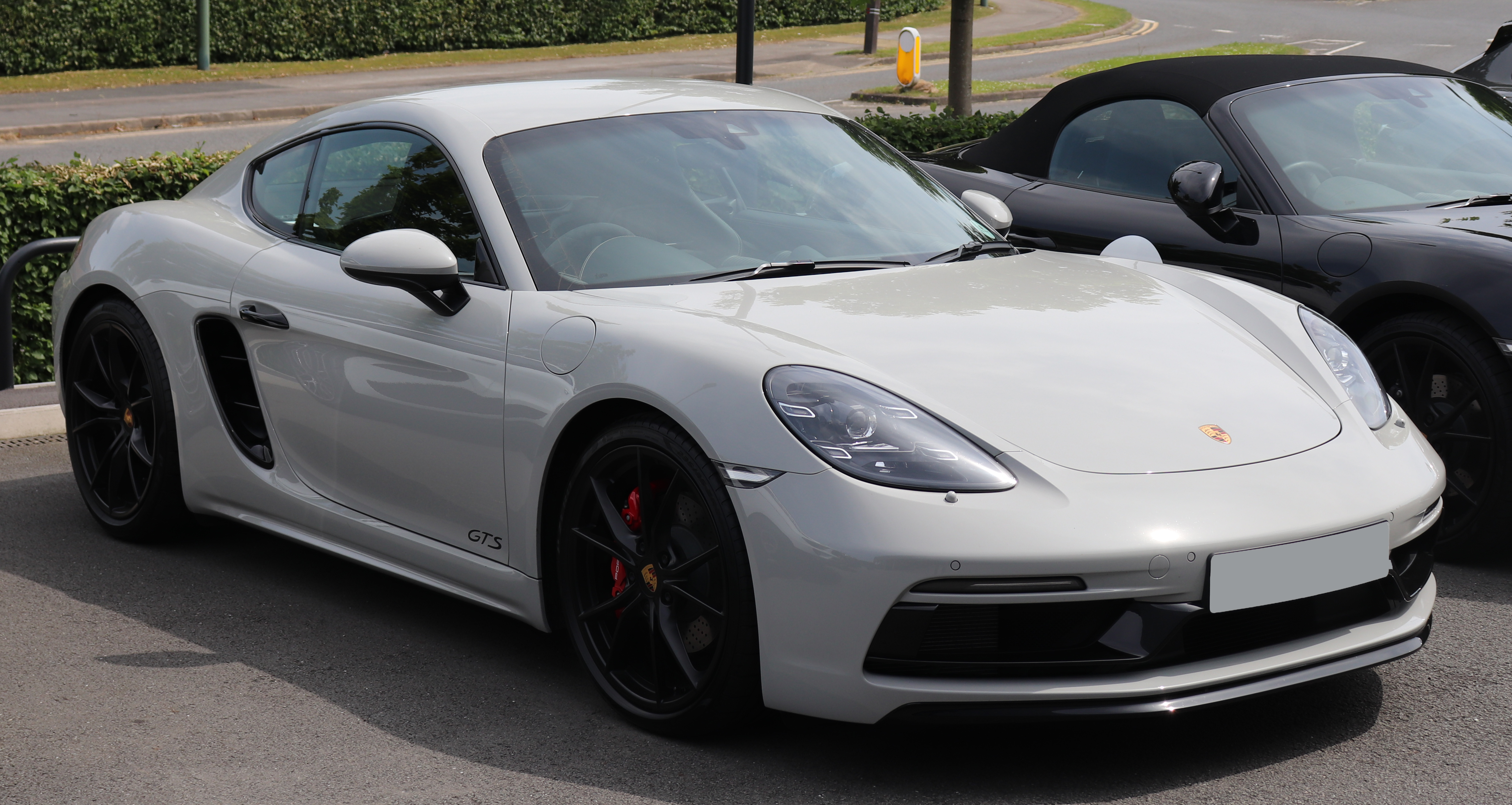
GTS 2.5

Negli interni è presente il nuovo Porsche Communication Management (PCM) di serie presenta ora uno schermo touch da 7 pollici; rinnovato anche il cruscotto con il terzo strumento digitale. Analoga al modello precedente la capacità dei due bagagliai (150 litri anteriore, 125 litri posteriore) e del tutto invariata la capote, inclusi i meccanismi e i tempi di apertura e chiusura. Il nuovo terminale di scarico centrale resta singolo per la versione base e a doppia uscita per la S, disponibile quello sportivo in opzione. Opzionale anche il sistema adattivo di regolazione della velocità incluso il Porsche Active Safe (PAS) in combinazione con il cambio PDK, il quale regola in modo attivo la velocità della vettura in base alla distanza dal veicolo che precede. Sono ora disponibili anche altri sistemi elettronici di ausilio alla guida quali la telecamera posteriore. Il telaio PASM con assetto ribassato di 20 mm è optional per entrambe le versioni. Disponibili in opzione i supporti motore attivi e il sistema PSM.

### Cayman GTS
A partire da novembre 2017 (M.Y. 2018) è ordinabile la prevista versione sportiva GTS, che come già accaduto per la 981, presenta alcune caratterizzazioni estetiche, in particolare i cerchi in lega neri da 20 pollici e i paraurti specifici, oltre all'assetto ribassato, un differenziale autobloccante meccanico e una piccola elaborazione a livello di motore, consistente in 15 cv extra di potenza e alcuni nm di coppia, ottenuti agendo sulla gestione elettronica del propulsore e sui condotti di aspirazione (il motore è lo stesso della versione S).
Il cambio di serie è il classico 6 marce manuale, disponibile come sempre il PDK in opzione. Di serie i fari bixeno con PDLS.

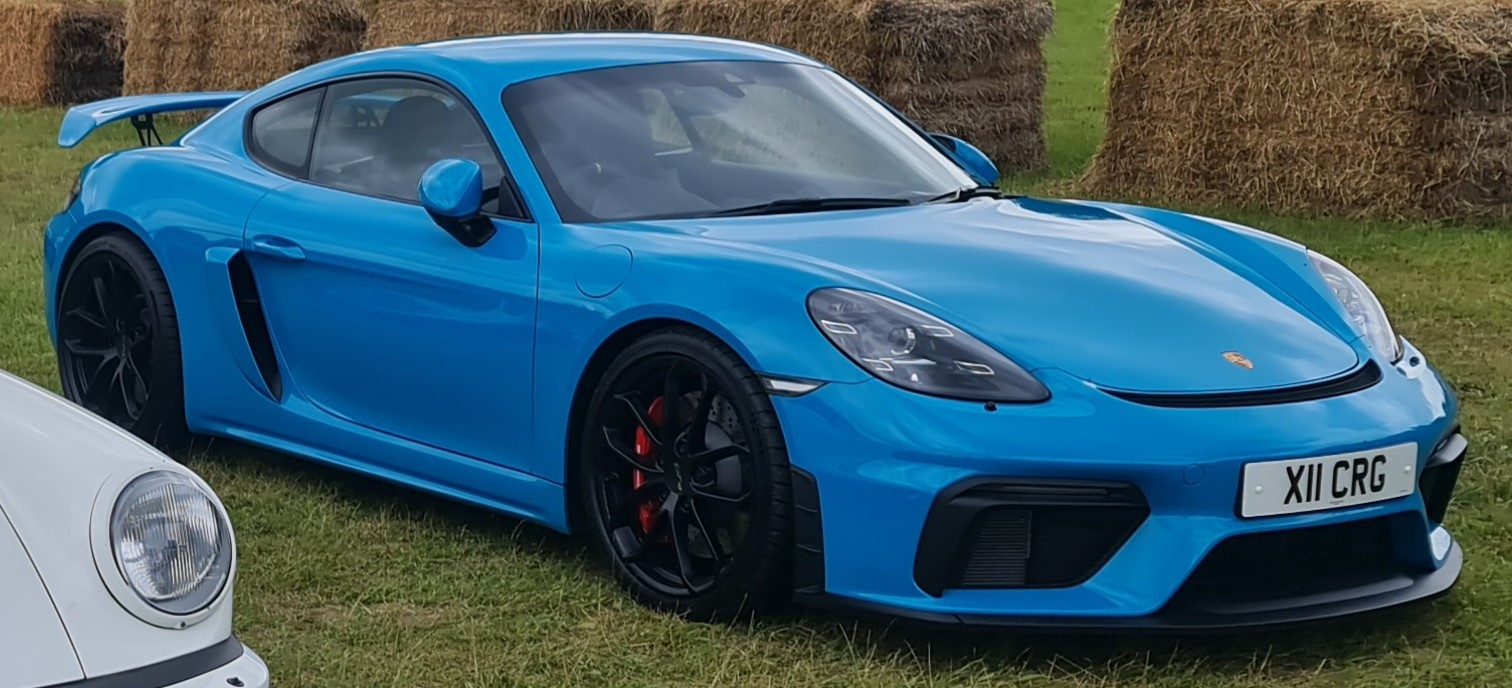
Cayman GT4

### Cayman GT4
Nel 2019 esce la nuova versione della GT4. Il nuovo modello abbandona il 4 cilindri turbocompresso per tornare a un 6 cilindri aspirato da 4.0 litri erogante 420 CV, confermandosi la versione più veloce e potente della serie Cayman. Come per la versione del 2015, la vettura è inizialmente disponibile con il solo cambio manuale a 6 rapporti, l'assetto è ribassato di 30 mm, e il pacchetto aerodinamico dedicato aumenta del 50% la deportanza. A partire dal 2020 la vettura è disponibile anche con cambio PDK, con ulteriore incremento prestazionale.

### Cayman GTS 4.0
Nel 2020 anche la versione GTS abbandona il 2,5 litri turbocompresso per adottare il 4.0 litri aspirato della GT4 (depotenziato a 400 CV).

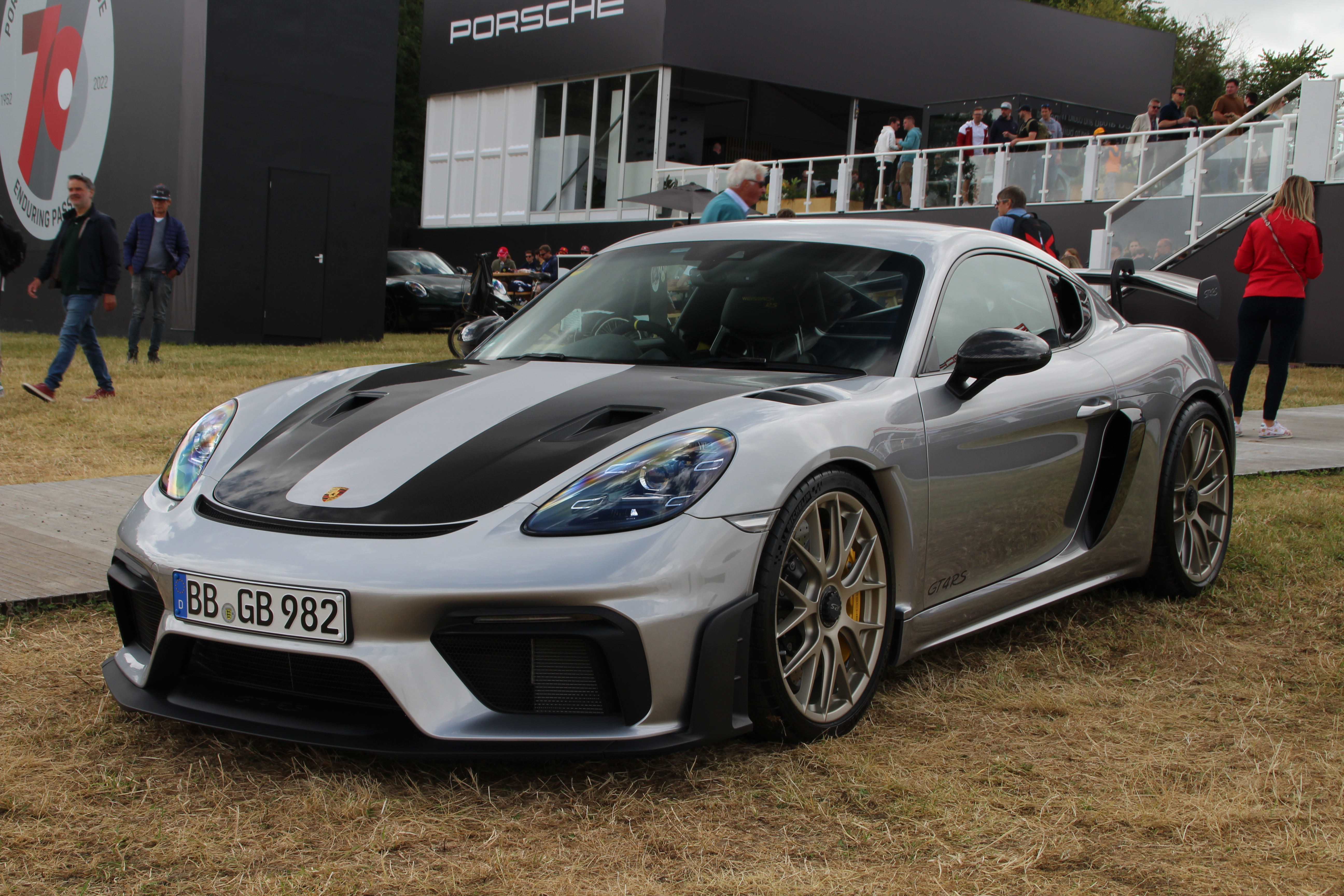
GT4 RS

### Cayman GT4 RS
Nel 2021, Porsche ha presentato la 718 Cayman GT4 RS, la prima Cayman a ricevere la dicitura RS solitamente riservato ai modelli 911. Con un 4.0 aspirato derivato dalla 911 GT3, eroga 500 CV e 450 Nm con il limitatore di giri posto a 9000 giri/min, che consente uno scatta da 0 a 100 km/h in 3,4 secondi e una punta massima di 315 km/h. Grazie a uno specifico pacchetto estetico, genera il 25% di carico aerodinamico in più rispetto alla variante GT4, attraverso un'ala posteriore fissa con attacco a collo di cigno.

## Edizioni speciali

### Cayman S Porsche Design Edition 1

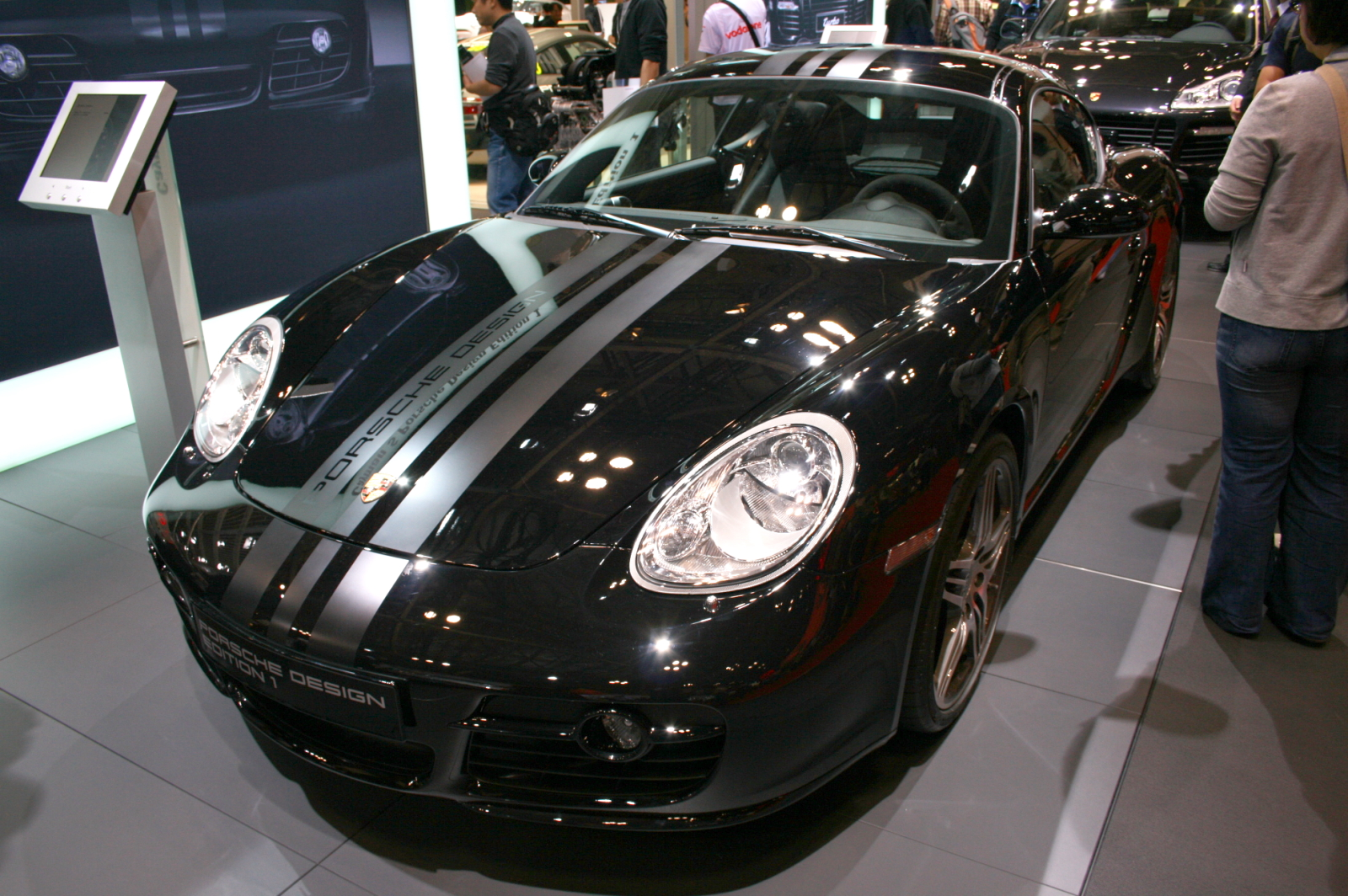
Cayman S Edition 1

Alla fine del 2007 Porsche presenta la Cayman S Porsche Design Edition 1, una serie speciale basata sulla versione S, caratterizzata essenzialmente da modifiche estetiche ispirate ai prodotti Porsche Design e prodotta in 777 esemplari: la carrozzeria è in colore nero con strisce longitudinali e anche gli interni in pelle e Alcantara sono dominati dal colore nero. Viene inoltre fornita insieme alla vettura una valigetta contenente vari gadget e un cronografo Porsche Design. I cerchi in lega sono da 19 pollici, sono presenti il sistema PASM e l'assetto sportivo di serie.

### Cayman S Sport

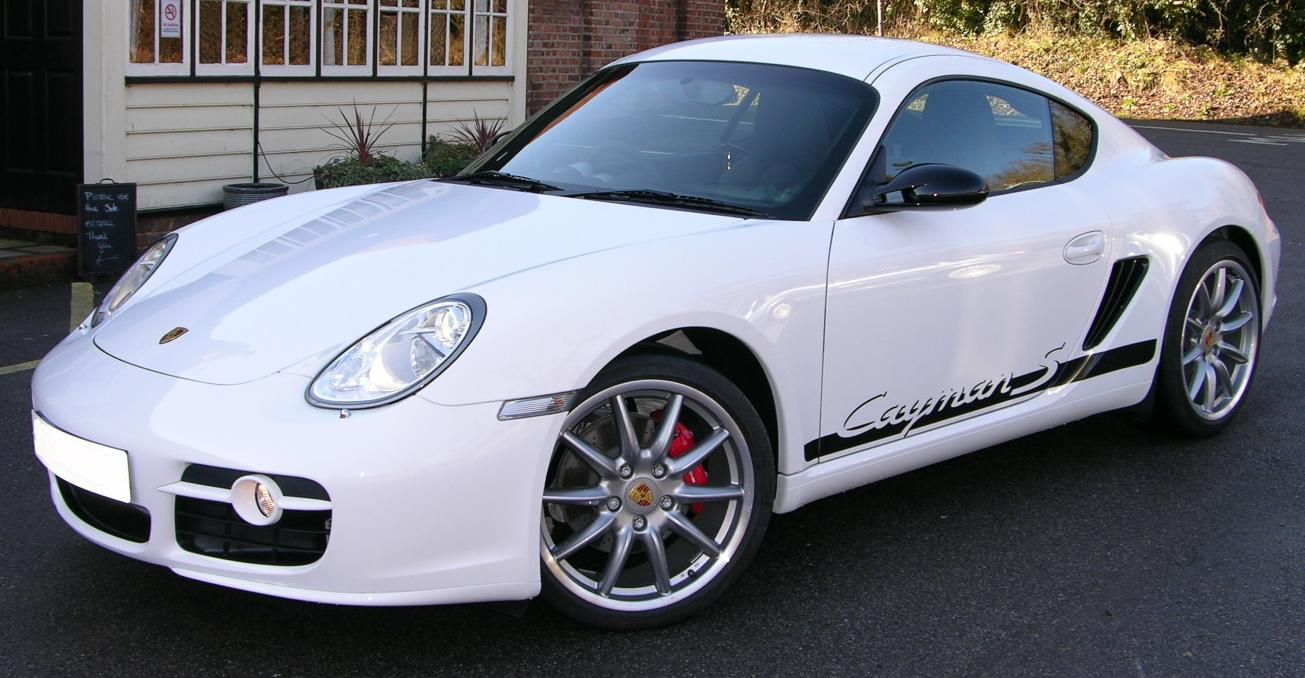
Cayman S Sport

Nell'autunno del 2008 viene presentata la Cayman S Sport, un allestimento speciale della S prodotto in 700 esemplari, caratterizzato da colorazioni particolari, sistema PASM e assetto sportivo; i cerchi in lega da 19 pollici, gli specchietti retrovisori e le prese d'aria sono in colore nero lucido, mentre alcuni particolari interni sono in Alcantara. I colori disponibili sono arancio, verde, nero, rosso indiano, giallo Speed e bianco Carrara. La Casa di Stoccarda dichiara una potenza aumentata a 303 CV per lo scarico modificato. La Cayman S Sport può essere considerata una sorta di edizione finale della 987 mkI, avendo Porsche nel frattempo presentato il restyling previsto per la nuova gamma Cayman 2009.

### Cayman S Black Edition

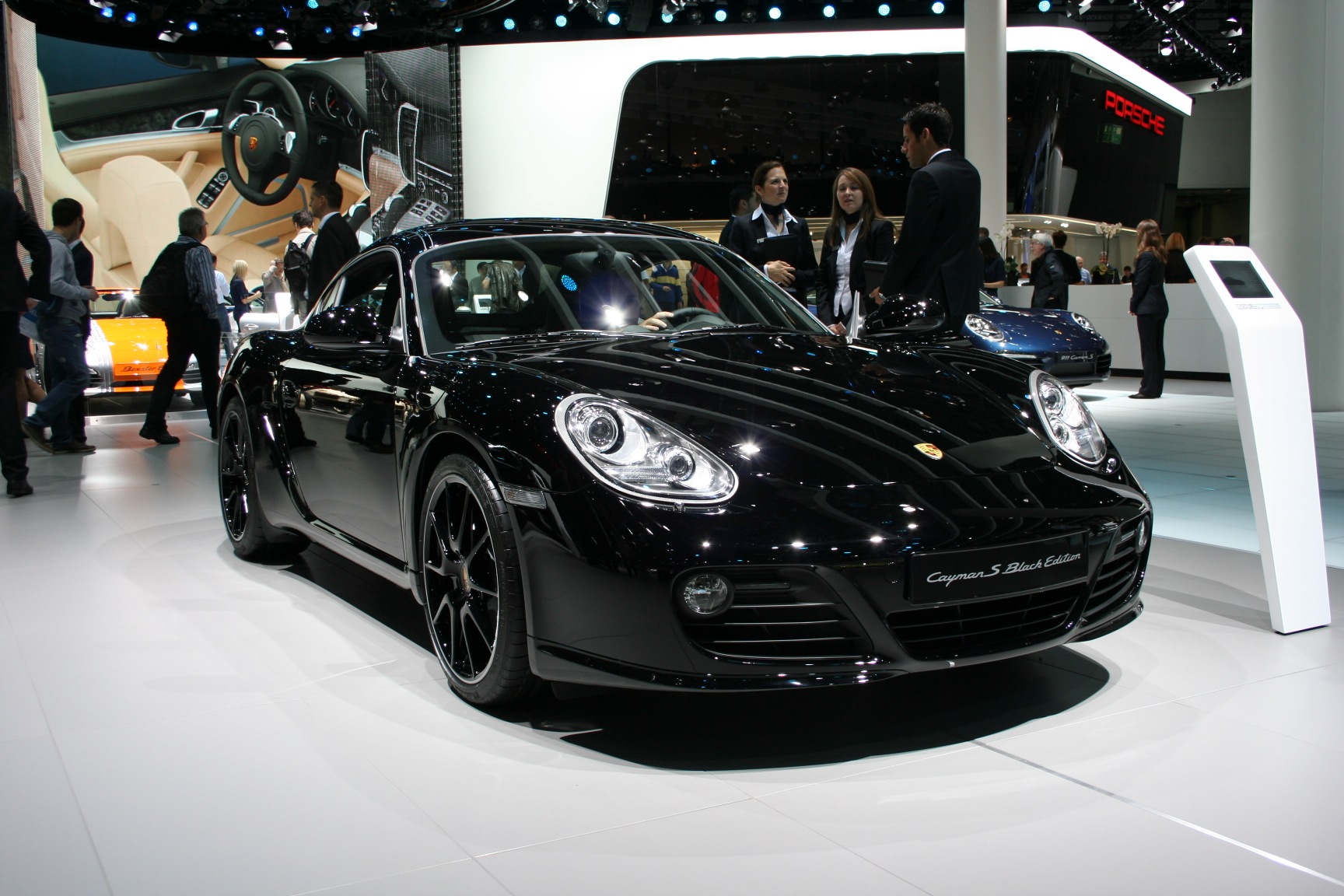
Cayman S Black Edition

Nel maggio 2011 viene presentata una serie limitata, in analogia a quanto già avvenuto per la 911 e la Boxster S Black Edition, caratterizzata da colorazioni sia interne che esterne nere, neri anche terminale di scarico, prese d'aria laterali, scritta posteriore del modello e modanature interne. Vari accessori sono disponibili di serie, quali i cerchi da 19 pollici specifici e verniciati anch'essi in nero, i sedili parzialmente in pelle, i fari bixeno, il navigatore satellitare, il cruise control, il sistema PSM, il volante Sport Design. Vi è poi una targhetta numerata all'interno (gli esemplari prodotti sono 500). Il propulsore è potenziato a 330 CV: in pratica è lo stesso utilizzato sulla Cayman R. Il cambio è lo stesso manuale a 6 marce dell'intera gamma Cayman e Boxster (in opzione il PDK).

### Cayman Black Edition
Alcuni mesi dopo la presentazione della Carrera e della Boxster, viene presentata nell'ottobre 2015 la serie limitata Black Edition, questa volta sulla base della versione base anziché della S come avvenuto nel 2011. Si tratta di un allestimento molto completo ed essenzialmente estetico, dato che restano invariate le prestazioni, domina sia all'esterno che all'interno il colore nero; principali modifiche e accessori di serie: paraurti anteriore specifico, fari Bi-Xenon con sistema PDLS, cerchi Carrera Classic da 20 pollici, rollbar verniciati in nero, listelli sottoporta con scritta "Black Edition", volante SportDesign, sedili in pelle con scudo Porsche impresso sui poggiatesta, volante SportDesign, PCM con modulo di navigazione, ParkAssistant anteriore e posteriore, clima automatico, cruise control, sound package plus.
La Black Edition (981) è disponibile di base con il cambio manuale, opzionale il PDK; il colore di base è il nero pastello, opzionale il nero Jet metallizzato. Non è stato specificato il numero di esemplari che verranno prodotti.

## Modelli unici

### Cayman S Facebook Edition
Nel 2012, per celebrare i 2 milioni di contatti sul noto social network Facebook, la Porsche ha deciso di creare un esemplare unico di Cayman S da esporre preso il Porsche Museum: meccanicamente identica alla versione standard, presenta una livrea ispirata a quella della Porsche 917 K del team Porsche Salzburg che vinse la 24 Ore di Le Mans; tale livrea è costituita da un mosaico formato dalle foto profilo dei fans della pagina.

## Dati tecnici e prestazioni dichiarati
Di seguito i principali valori relativi alle prestazioni dei modelli Cayman, come dichiarati dalla Casa.

### 987 (M.Y. 2006-2008)
| Modello            | Cilindrata cm³ | Potenza CV/rpm | Coppia Nm/rpm | Accelerazione 0-100 km/h | Velocità km/h | Peso (DIN) in kg |
| Cayman (2007-2008) | 2687           | 245/6500       | 273/4600-6000 | 6,1 s                    | 258           | 1300             |
| Cayman S           | 3387           | 295/6250       | 340/4400-6000 | 5,4 s                    | 272           | 1300             |

### 987 (M.Y. 2009-2012)
| Modello              | Cilindrata cm³ | Potenza CV/rpm | Coppia Nm/rpm | Accelerazione 0-100 km/h | Velocità km/h | Peso (DIN) in kg |
| Cayman               | 2893           | 265/7200       | 300/4400-6000 | 5,8 s                    | 265           | 1330             |
| Cayman S             | 3436           | 320/7200       | 370/4750      | 5,2 s                    | 277           | 1350             |
| Cayman R (2011-2012) | 3436           | 330/7400       | 370/4750      | 5,0 s                    | 282           | 1295             |

### 981 (M.Y. 2013-2016)
| Modello               | Cilindrata cm³ | Potenza CV/rpm | Coppia Nm/rpm | Accelerazione 0-100 km/h | Velocità km/h | Peso (DIN) in kg |
| Cayman                | 2706           | 275/7400       | 290/4500-6500 | 5,7 s                    | 266           | 1310             |
| Cayman S              | 3436           | 325/7400       | 370/4500-5800 | 5,0 s                    | 283           | 1320             |
| Cayman GTS (dal 2014) | 3436           | 340/7400       | 380/4750-5800 | 4,9 s                    | 285           | 1345             |
| Cayman GT4 (2015)     | 3800           | 385/7400       | 420/4750-6000 | 4,4 s                    | 295           | 1340             |

### 982 (M.Y. 2016-2020)
| Modello                   | Cilindrata cm³ | Potenza CV/rpm | Coppia Nm/rpm | Accelerazione 0-100 km/h | Accelerazione 0-160 km/h | Velocità km/h | Peso (DIN) in kg |
| 718 Cayman                | 1.988          | 300/6500       | 380/1950-4500 | 5,1 s                    | 11,3 s                   | 275           | 1335             |
| 718 Cayman S              | 2.497          | 350/6500       | 420/1900-4500 | 4,6 s                    | 9,7 s                    | 285           | 1335             |
| 718 Cayman GTS (2018)     | 2.497          | 365/6500       | 420/1900-5500 | 4,6 s                    | 9,6 s                    | 290           | 1375             |
| 718 Cayman GT4 (2019)     | 3.995          | 420/7600       | 420/5000-6800 | 4,4 s                    | 9,0 s                    | 304           | 1420             |
| 718 Cayman GT4 PDK (2020) | 3.995          | 420/7600       | 430/5500      | 3,9 s                    | 8,5 s                    | 302           | 1450             |
| 718 Cayman GTS 4.0 (2020) | 3.995          | 400/7000       | 420/5000-6500 | 4,5 s                    | 9,0 s                    | 293           | 1405             |